# Mistrovství Československa jednotlivců na klasické ploché dráze 1962
Mistrovství Československa jednotlivců na klasické ploché dráze 1962 se skládalo z 5 závodů, kterým předcházely 3 kvalifikační závody.

## Závody
Z1 = Mšeno – 1. 5. 1962
Z2 = Březolupy – 1. 7. 1962
Z3 = Krupka – 22. 7. 1962
Z4 = Dolní Čermná – 12. 8. 1962
Z5 = Partizánske – 19. 8. 1962

## Celkové výsledky
| Pořadí | Jméno             | Klub              | Body      | Body celkem |
| ------ | ----------------- | ----------------- | --------- | ----------- |
| 1.     | Luboš Tomíček     | Rudá hvězda Praha | 0,0,8,8,8 | 24          |
| 2.     | Bedřich Slaný     | Rudá hvězda Praha | 2,4,6,6,4 | 20          |
| 3.     | František Richter |                   | 6,3,2,3,6 | 18          |
| 4.     | Jaroslav Volf II  |                   | 8,6,0,0,3 | 17          |
| 5.     | Antonín Kasper    |                   | 1,8,3,2,0 | 14          |
| 6.     | Karel Průša       |                   | 4,2,4,0,0 | 10          |
| 7.     | Bohumír Bartoněk  | Rudá hvězda Praha | 0,0,0,4,0 | 4           |
| 8.     | Stanislav Kubíček | České Budějovice  | 3,0,0,0,0 | 3           |
| 9.     | Hanibal Patterman |                   | 0,0,1,0,2 | 3           |
| 10.    | Miloslav Špinka   | Pardubice         | 0,0,0,1,1 | 2           |
| 11.    | František Ledecký |                   | 0,1,0,0,0 | 1           |

### 1. závod Mšeno - 1. května 1962
| Pořadí | Jméno             | Klub              | Body | Body celkem |
| ------ | ----------------- | ----------------- | ---- | ----------- |
| 1.     | Jaroslav Volf II  |                   |      | 14          |
| 2.     | František Richter |                   |      | 13          |
| 3.     | Karel Průša       |                   |      | 12          |
| 4.     | Stanislav Kubíček | České Budějovice  |      | 12          |
| 5.     | Bedřich Slaný     | Rudá hvězda Praha |      | 10          |
| 6.     | Antonín Kasper    |                   |      | 9           |

### 2. závod Březolupy - 1. července 1962
| Pořadí | Jméno             | Klub              | Body      | Body celkem |
| ------ | ----------------- | ----------------- | --------- | ----------- |
| 1.     | Antonín Kasper    |                   | 3,3,3,3,3 | 15          |
| 2.     | Jaroslav Volf II  |                   |           | 14          |
| 3.     | Bedřich Slaný     | Rudá hvězda Praha |           | 13          |
| 4.     | František Richter |                   |           | 11          |
| 5.     | Karel Průša       |                   |           | 10          |
| 6.     | František Ledecký |                   |           |             |
| 7.     | Miroslav Šmíd     |                   |           |             |
| 8.     | Bohumír Bartoněk  | Rudá hvězda Praha |           | 8           |
| 9.     | Antonín Šváb      |                   |           | 7           |
| 10.    | Stanislav Kubíček | České Budějovice  |           | 5           |
| 11.    | Jaroslav Machač   | Rudá hvězda Praha |           | 5           |
| 12.    | Hanibal Patterman |                   |           | 4           |
| 13.    | Miloslav Špinka   | Pardubice         |           |             |
| 14.    | Jaroslav Průcha   |                   |           |             |
| 15.    | Pavel Mareš       |                   |           |             |
| 16.    | Zdeněk Dominik    |                   |           |             |

### 3. závod Krupka - 22. července 1962
| Pořadí | Jméno             | Klub              | Body | Body celkem |
| ------ | ----------------- | ----------------- | ---- | ----------- |
| 1.     | Luboš Tomíček     | Rudá hvězda Praha |      | 14          |
| 2.     | Bedřich Slaný     | Rudá hvězda Praha |      | 14          |
| 3.     | Karel Průša       |                   |      | 13          |
| 4.     | Antonín Kasper    |                   |      | 13          |
| 5.     | František Richter |                   |      | 10          |
| 6.     | Hanibal Patterman |                   |      | 8           |

### 4. závod Dolní Čermná - 12. srpna 1962
| Pořadí | Jméno             | Klub              | Body | Body celkem |
| ------ | ----------------- | ----------------- | ---- | ----------- |
| 1.     | Luboš Tomíček     | Rudá hvězda Praha |      | 13          |
| 2.     | Bedřich Slaný     | Rudá hvězda Praha |      | 13          |
| 3.     | Bohumír Bartoněk  | Rudá hvězda Praha |      | 13          |
| 4.     | František Richter |                   |      | 11          |
| 5.     | Antonín Kasper    |                   |      | 10          |
| 6.     | Miloslav Špinka   | Pardubice         |      | 10          |
| 7.     | František Ledecký |                   |      | 9           |
| 7.     | Jaroslav Volf II  |                   |      | 9           |
| 9.     | Miroslav Šmíd     |                   |      | 7           |
| 9.     | Jaroslav Machač   | Rudá hvězda Praha |      | 7           |
| 11.    | Borek Řípa        |                   |      | 5           |
| 11.    | Hanibal Patterman |                   |      | 5           |
| 13.    | Jaroslav Průcha   |                   |      | 3           |
| 14.    | Zdeněk Dominik    |                   |      | 3           |
| 15.    | Petr Hanuš        |                   |      | 1           |
| 16.    | Karel Polák       |                   |      | 1           |

### 5. závod Partizánske - 19. srpna 1962
| Pořadí | Jméno             | Klub              | Body | Body celkem |
| ------ | ----------------- | ----------------- | ---- | ----------- |
| 1.     | Luboš Tomíček     | Rudá hvězda Praha |      | 14          |
| 2.     | František Richter |                   |      | 13          |
| 3.     | Bedřich Slaný     | Rudá hvězda Praha |      | 13          |
| 4.     | Jaroslav Volf II  |                   |      | 10          |
| 5.     | Hanibal Patterman |                   |      | 9           |
| 6.     | Miloslav Špinka   | Pardubice         |      | 9           |
| 7.     | Jaroslav Machač   | Rudá hvězda Praha |      | 9           |
| 8.     | František Ledecký |                   |      | 6           |
| 8.     | Bohumír Bartoněk  | Rudá hvězda Praha |      | 6           |
| 8.     | Antonín Kasper    |                   |      | 6           |
| 11.    | Zdeněk Dominik    |                   |      | 5           |
| 11.    | Miroslav Rybanský |                   |      | 5           |
| 11.    | Miroslav Šmíd     |                   |      | 5           |
| 14.    | Karel Polák       |                   |      | 3           |
| 15.    | Jozef Krajčík     |                   |      | 2           |
| 15.    | Jaroslav Průcha   |                   |      | 2           |
| 17.    | Milan Havrel      |                   |      | 1           |
| 17.    | Karol Kubela      |                   |      | 1           |

### Kvalifikace -Slaný- 30. dubna 1962
| Pořadí | Jméno            | Klub              | Body | Body celkem |
| ------ | ---------------- | ----------------- | ---- | ----------- |
| 1.     | Antonín Kasper   |                   |      | 14          |
| 2.     | Jaroslav Machač  | Rudá hvězda Praha |      |             |
| 3.     | Karel Průša      |                   |      | 13          |
| 4.     | Miloslav Špinka  | Pardubice         |      |             |
| 5.     | Antonín Šváb     |                   |      | 7           |
| 6.     | Bohumír Bartoněk | Rudá hvězda Praha |      |             |

### Kvalifikace -Olomouc- 30. dubna 1962
| Pořadí | Jméno             | Klub              | Body      | Body celkem |
| ------ | ----------------- | ----------------- | --------- | ----------- |
| 1.     | Bedřich Slaný     | Rudá hvězda Praha | 3,3,3,3,3 | 1´5         |
| 2.     | Bohumil Rendek    |                   |           | 12          |
| 3.     | Zdeněk Dominik    |                   |           | 12          |
| 4.     | Pavel Mareš       |                   |           | 12          |
| 5.     | Hanibal Patterman |                   |           | 9           |
| 6.     | František Ledecký |                   |           | 9           |
| 7.     | Jan Knedlík       |                   |           | 9           |

### Kvalifikace -Plzeň- 30. dubna 1962
| Pořadí | Jméno             | Klub              | Body | Body celkem |
| ------ | ----------------- | ----------------- | ---- | ----------- |
| 1.     | Jaroslav Volf II  |                   |      | 14          |
| 2.     | František Richter |                   |      | 13          |
| 3.     | Stanislav Kubíček | České Budějovice  |      | 11          |
| 4.     | Jaroslav Průcha   |                   |      | 10          |
| 5.     | Miroslav Šmíd     |                   |      | 10          |
| 6.     | Karel Polák       |                   |      | 9           |
| 7.     | Jiří Pitra        |                   |      | 9           |
| 8.     | František Uhlíř   |                   |      | 8           |
| 9.     | Jaroslav Hejl     | Rudá hvězda Praha |      | 7           |
| 10.    | Zdeněk Kovář      |                   |      | 6           |
| 11.    | František Eib     |                   |      | 6           |
| 12.    | Miroslav Hradecký |                   |      | 5           |
| 13.    | Miroslav Peklo    |                   |      | 3           |
| 14.    | Karel Psota       |                   |      | 2           |
| 15.    | Dostál            |                   |      | 2           |
| 16.    | Jiří Karásek      |                   |      | 1           |
| 17.    | Jan Bláha         |                   |      | 0           |
| 18.    | Roman Irmiš       |                   |      | 0           |

Body
1. místo – 8 bodů
2. místo – 6 body
3. místo – 4 body
4. místo – 3 body
5. místo – 2 body
6. místo – 1 bod
Započítávaly se 4 nejlepší výsledky z 5.